# Nicolae Coci
Nicolae Coci (griechisch Νεκουλάι Κόκι; † um 1610? ) war ein aromunischer Hofbeamter in den Fürstentümern Moldau und Walachei. Sein Sohn Vasile Lupu wurde später Fürst in Moldau.

## Leben
Nicolae Coci stammte wahrscheinlich aus der Region Epiros und war aromunischer Herkunft. Der Vater hieß möglicherweise Papas oder Coce (Constantin), die Mutter Ekaterina.
Nicolae war Kaufmann. 1593 wurde er am Hof des Fürstentums Moldau erwähnt, noch im gleichen Jahr übte er eine Funktion am walachischen Hof aus.
Der dortige Fürst Radu Mihnea nahm ab 1601 oder 1611 die Familie unter seinen Schutz. Das Todesjahr von Nicolae Coci ist unbekannt.
Von ihm sind acht Kinder bekannt
- Vasile Lupu, Fürst der Moldau 1634 bis 1653
- Gavriil Hetmanul
- Ilinca
- Marga
- Anna
- Ekatherina
- Gheorghe (Costea?)